# Šťáhlavka
Šťáhlavka je zaniklá usedlost v Praze 6-Dejvicích, která stála v severní části sportovního areálu na Julisce.

## Historie
Vinohrad v místech Šťáhlavky byl založen roku 1484, kdy Havel ze zahrad koupil 4 strychy pole a vzdělal vinici. Vinohrad vlastnil do roku 1496 a poté se majitelé střídali. V 16. století je při vinohradu uváděna "budka".
Roku 1627 koupil vinici malostranský měšťan Jan Šťáhlavský a vlastnil ji 20 let. V té době k ní patřily stavení, lis a kaple. Při okupaci Prahy francouzskými vojsky v letech 1741–1742 bylo hospodářství zcela zdevastováno a kaple zbořena, po skončení války majitel obytnou budovu kolem roku 1750 obnovil. Josefínský katastr uvádí rozlohu Šťáhlavky 2 jitra, Stabilní katastr 3 jitra.
Roku 1886 koupil usedlost podnikatel Maxmilián Herget, který na pozemcích založil cihelnu. Při výstavbě stadionu Dukla na Julisce byla usedlost zbořena.